# Lysimachos (Grammatiker)
Lysimachos war ein um 200 v. Chr. lebender griechischer Grammatiker und Mythograph.

## Leben
Da Lysimachos die Schriften des Periegeten Mnaseas von Patara kannte und selbst eine Quelle für den epigrammatischen Poeten Alkaios von Messene war, dürfte er um 200 v. Chr. gelebt haben. In einigen Scholien zu altgriechischen Dichtern wird er als „der Alexandriner“ bezeichnet. Dieser Beiname lässt sich am wahrscheinlichsten dadurch erklären, dass er in Alexandria als Gelehrter wirkte; möglich ist aber auch, dass er aufgrund seiner Herkunft aus dieser Stadt so genannt wurde. Sonst ist über sein Leben nichts bekannt.

## Werke
Lysimachos verfasste mindestens drei Bücher Reisesagen (griechisch Nostoi). Der Inhalt dieses mythographischen Werkes ist ebenso wie der seiner wenigstens 13 Bücher umfassenden Sammlung thebanischer Wundergeschichten (Synagoge ton Thebaikon paradoxon) eine Auflistung der ältesten Versionen von Sagen der griechischen Mythologie, wobei es Lysimachos darauf ankam, seine Quellen genau zu zitieren und auf eigene Ausschmückungen zu verzichten. Er stellte etwa die Zerstörung Trojas und die von dort erfolgten Heimfahrten der griechischen Helden, aber auch die Schicksale des Aeneas dar. Dass Lysimachos mit seinen Schriften eine große Leistung gelehrter Arbeit gelang, ist aus erhaltenen Scholien zu griechischen Dichtern wie Sophokles und Euripides zu ersehen. Auch die Zitate in Werken namentlich bekannter Kommentatoren wie Didymos Chalkenteros, Servius, Eustathios und Theon unterstreichen diese Einschätzung. Weiters schrieb Lysimachos zwei Bücher Über Plagiate des Ephoros (Peri tes Ephorou klopes).

## Lysimachos als Textzeuge bei Flavius Josephus
Umstritten ist die Frage, ob es sich bei dem hier behandelten Lysimachos um jenen Lysimachos handelt, den der jüdische Historiker Flavius Josephus in seinem Werk Über die Ursprünglichkeit des Judentums als antisemitisch charakterisiert, wobei sich Flavius Josephus dabei in Buch 1 (304–311) sowie Buch 2 (16, 20, 145 und 236) auf die Ausführungen eines Lysimachos in dessen Buch Aigyptiaka bezieht.
Folker Siegert verweist in diesem Zusammenhang auf den Text Pseudo-Hekataios I, der um etwa 100 v. Chr. möglicherweise in Reaktion auf die antijüdische Schrift des Lysimachos verfasst wurde.
Der Althistoriker Felix Jacoby spricht sich auch gegen die Gleichsetzung des Autors der Aigyptiaka mit dem hier behandelten Lysimachos aus und ordnet daher den erhaltenen Fragmenten der Aigyptiaka eine andere Nummer in seiner Fragmentensammlung griechischer Historiker zu als den anderen Werken des Lysimachos.

## Ausgabe der Fragmente
- Felix Jacoby: Die Fragmente der griechischen Historiker, Nr. 382 und Nr. 621 (Aigyptiaka).